# Каель Марія Володимирівна
Марія Володимирівна Каель (нім. Maria Keil, до шлюбу Говоруха, нар. 30 травня 1984) — українська кінопродюсерка й підприємиця, генеральна продюсерка компанії «Big Hand Films».

### Біографія
Народилася у м. Києві у 1984 році.
Закінчила Інститут журналістики Національного Університету імені Тараса Шевченка.

### Кар'єра
У 2002 році розпочала кар'єру ведучої на музичному телеканалі «O-TV». 
У 2006 році перейшла на телеканал «Menu-TV», де працювала лінійною продюсеркою. Згодом здобула посаду головної режисерки музичного телеканалу «Star TV». Наприкінці 2008 року очолила продакшн-компанію «MMG TV & Films», що спеціалізується на виробництві фільмів, рекламних роликів та музичних відеокліпів. 
У 2010 році Марія Каель з партнером заснувала компанію «435 FILMS» для створення копродукційних проєктів. Компанія створила перший в Україні офіційний копродукційний фільм «Істальгія», займалася виробництвом локальних кінопроєктів та дистриб'юцією фільмів на території України. 
На початку 2012 року обрана виконавчою директором «Української кіноасоціації». На цій посаді вона працювала протягом року. 
Наприкінці 2013 року Марія Каель створила виробничу компанію «Big Hand Films». Зараз компанія забезпечує повний цикл виробництва та просування фільмів. 
У 2019 році закінчила Netherlands Institute of Marketing та отримала сертифікат NIMA Marketing level A. 
У 2021 році стала членкинею Української кіноакадемії.
У 2022 року заснувала Благодійну організацію «Благодійний фонд Св. Миколай», яка опікується потребами українських дітей. 
У 2023 році стала членкинею Національної спілки кінематографістів України.

### Відзнаки та нагороди
Восени 2017 року Марія Каель отримала нагороду від «Міжнародної амбасади жінок-підприємиць» за сприяння розвитку підприємництва серед жінок і підтримки тих із них, які започатковують і впроваджують власний бізнес.

### Обрана фільмографія
- 2009 — «Відторгнення», повнометражний фільм
- 2012 — «Україно, Goodbye!», альманах короткометражних фільмів
- 2012 — «Істальгія» (Україна, Німеччина, Сербія), повнометражний фільм[4]
- 2016 — «Маріуполіс» (Україна, Литва, Німеччина, Франція), документальний фільм[5]
- 2017 — «Мир вашому дому!», повнометражний фільм[6]
- 2018 — «Пригоди S Миколая», повнометражний фільм[7]
- 2019 — «Дорога додому», короткометражний фільм[8]
- 2019 — «Хто створив Змієві вали?», документальний фільм
- 2022 — «Українське кіно. Становлення», документальний фільм
- 2023 —  «Малевич» (Україна, Італія, Швейцарія, Сербія), повнометражний фільм

## = Примітки
1. 1 2  http://lostfilm.info/person/2369263/ [Архівовано 8 березня 2019 у Wayback Machine.] Мария Говоруха
2. ↑  http://prostir-kino.com.ua/2012/01/rozpochala-svoyu-diyalnist-ukrayinska-kino-asotsiatsiya/ [Архівовано 8 березня 2019 у Wayback Machine.] Розпочала свою діяльність «Українська кіноасоціація»
3. ↑  http://ambasada.org.ua/амбасадорки/марія-каель/ [Архівовано 31 грудня 2019 у Wayback Machine.] Міжнародна амбасада жінок-підприємниць — Марія Каель
4. ↑  http://dergkino.gov.ua/ua/news/show/477/istalgiya_zavoyuvala_dvi_nagorodi_mizhnarodnogo_kinofestivalyu_avanca_2013_u_portugaliyi.html [Архівовано 8 березня 2019 у Wayback Machine.] «Істальгія» завоювала дві нагороди міжнародного кінофестивалю AVANCA 2013 у Португалії
5. ↑  https://kino-teatr.ua/uk/film-persons/mariupolis-47707.phtml [Архівовано 8 березня 2019 у Wayback Machine.] Титри — фільм «Маріуполіс»
6. ↑  https://uafilmacademy.org/film/dziga/myr-vashomu-domu.html [Архівовано 7 березня 2019 у Wayback Machine.] Мир вашому дому
7. ↑  http://dergkino.gov.ua/ua/news/show/1798/zaversheno_virobnitstvo_simeynoyi_novorichnoyi_komediyi_prigodi_s_mikolaya.html [Архівовано 21 березня 2019 у Wayback Machine.] Завершено виробництво сімейної новорічної комедії «Пригоди S Миколая»
8. ↑  ДОРОГА ДОДОМУ. Архів оригіналу за 24 жовтня 2020. Процитовано 2 червня 2019.

=